# Olcea
Olcea – wieś w Rumunii, w okręgu Bihor, w gminie Olcea. W 2011 roku liczyła 634 mieszkańców.